# Ánfora panzuda

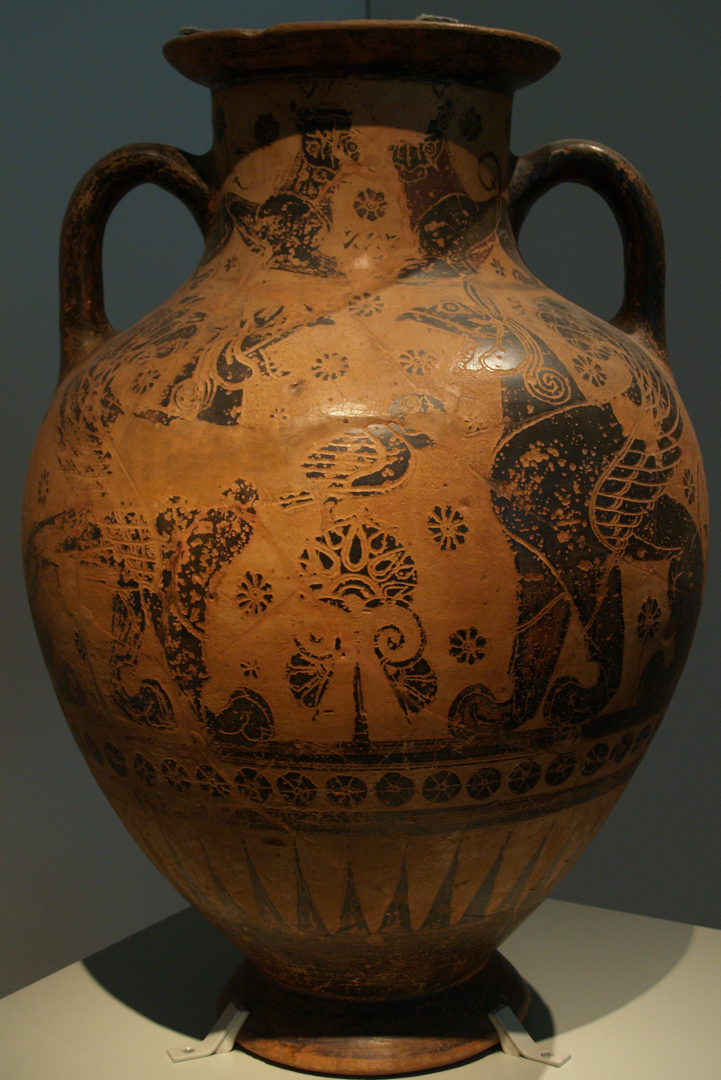
Ánfora panzuda de Berlín del Pintor de Neso, una de las ánforas panzudas más antiguas.

El ánfora panzuda o ánfora ventruda es una de las dos formas básicas de las ánforas griegas antiguas, junto con el ánfora de cuello.
Las ánforas panzudas se desarrollaron por primera vez en unas pocas piezas, principalmente masivas, a finales del siglo VII a. C. Alrededor del 600 a. C. alcanzaron su típica forma canónica. Siguió siendo una forma popular entre las formas de vasos más grandes durante mucho tiempo.
La diferencia más llamativa entre las ánforas panzudas y de cuello es el diferente método de fabricación, que se expresa en un aspecto diferente. El cuerpo del ánfora panzuda se fabricaba en una sola pieza, a diferencia del ánfora de cuello, el cuello era fijado por separado. Como era necesaria una técnica de fabricación diferente, las ánforas panzudas con sus diferentes estáticas internas también parecen mucho más gruesas y masivas, son más robustas y curvadas. En la mayoría de los casos, las ánforas panzudas tienen una base abultada, las asas tienen una sección transversal redonda. En contraste con esto, el labio es angular en su característica como el extremo del vaso y el soporte para la tapa.
También hay diferencias en la decoración. En el caso de las ánforas panzudas, el fondo negro se interrumpe generalmente  solo se ve interrumpido por ventanas panorámicas en la parte delantera y trasera (lados A y B). Estos campos de imagen a menudo ocupan una buena parte del ancho y los dos tercios superiores del cuerpo del ánfora. Estas ventanillas a menudo ocupan una buena parte del ancho y los dos tercios superiores del cuerpo del ánfora.
Hay tres formas básicas de ánforas panzudas, que se distinguen simplemente en los tipos A, B y C. Las diferencias se encuentran principalmente en el pie, el asa y el labio de los vasos.
- Tipo A: normalmente las ánforas más grandes, labio recto, asas cuadradas con bordes salientes, pie escalonado (dos etapas, desde aproximadamente 520 a. C. el principio del pie sigue de tono arcilloso), ventanas con dibujos en la panza, aass decoradas (normalmente zarcillos de hiedra, un poco más tarde también palmetas debajo del asa); aparece alrededor de 550 a. C., usado varias veces para representaciones de vasos bilingües. Representaciones de los mismos temas pictóricos en los estilos de figuras negras y figuras rojas.
- Tipo B: normalmente las ánforas panzudas más pequeñas, labio recto, pie redondeado, asa cilíndrica, ventana en la panza; la más antigua y común de las formas canónicas, producida hasta principios del sigloV a. C.
- Tipo C: labios enrollados, pie simple, a menudo sin ventana abdominal extra limitada; introducido por Affecter que también tuvo su continuación en la técnica de las figuras rojas.

No hay consenso entre los investigadores en cuanto a si los pélices deben considerarse como una forma separada, o si son un tipo de ánfora panzuda. Una forma especial debido a la decoración es el ánfora de cabeza de caballo.

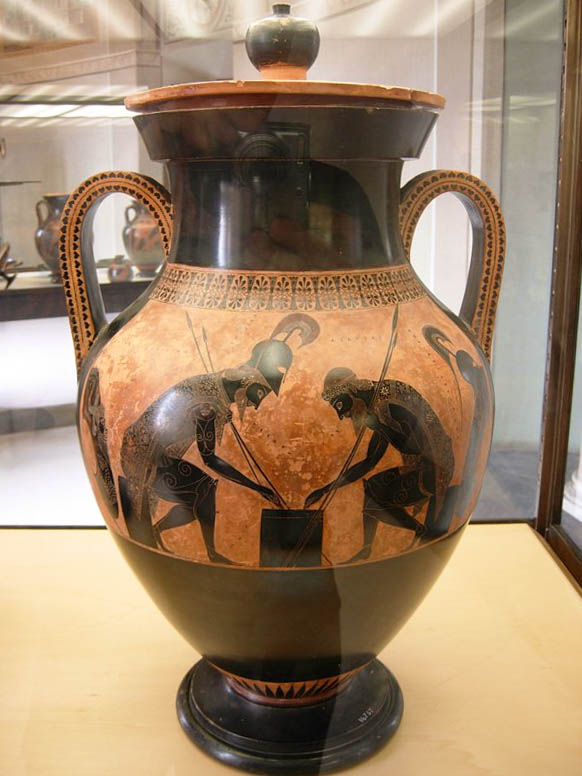
Tipo A Aquiles y Áyax el Grande jugando un juego de mesa; Exequias, c. 540/530 a. C., Museo Gregoriano Etrusco.
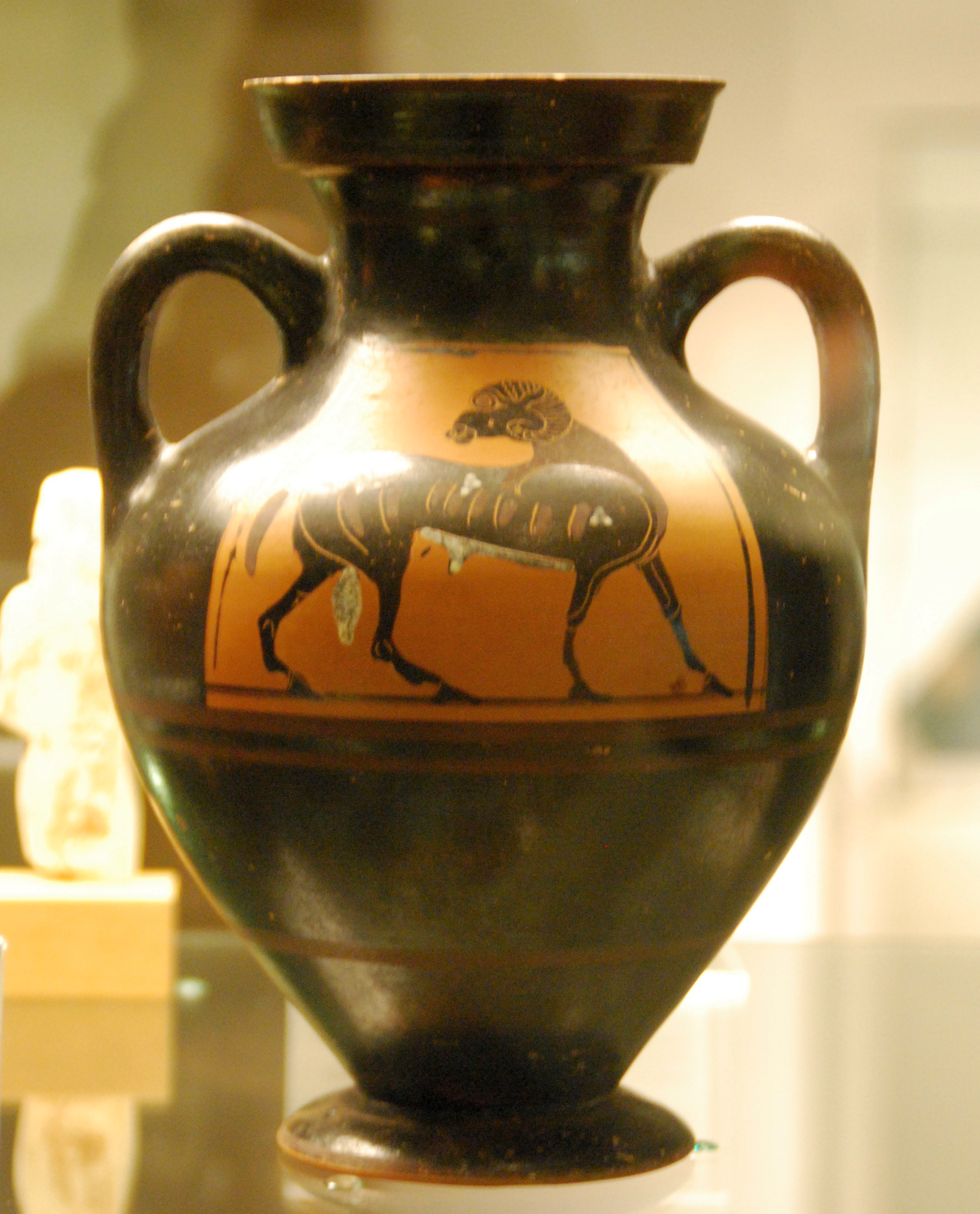
Tipo B carnero caminando a la derecha, girando la cabeza hacia atrás; Pintor de la Gorgona, c. 580 a. C.; Museo August Kestner.
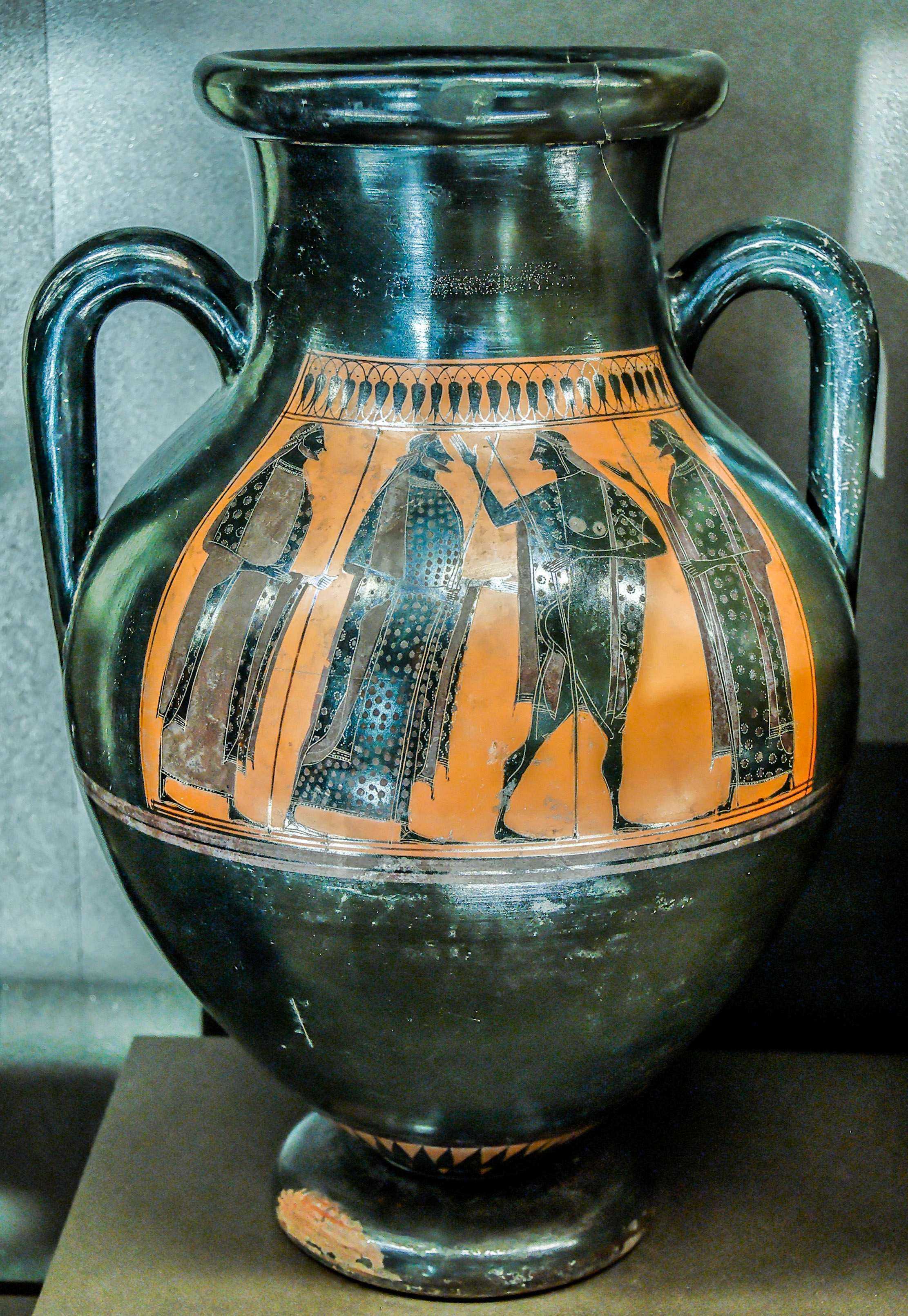
Tipo C Partida de guerrero; Affecter; c. 540/530 a. C., museo del Louvre.
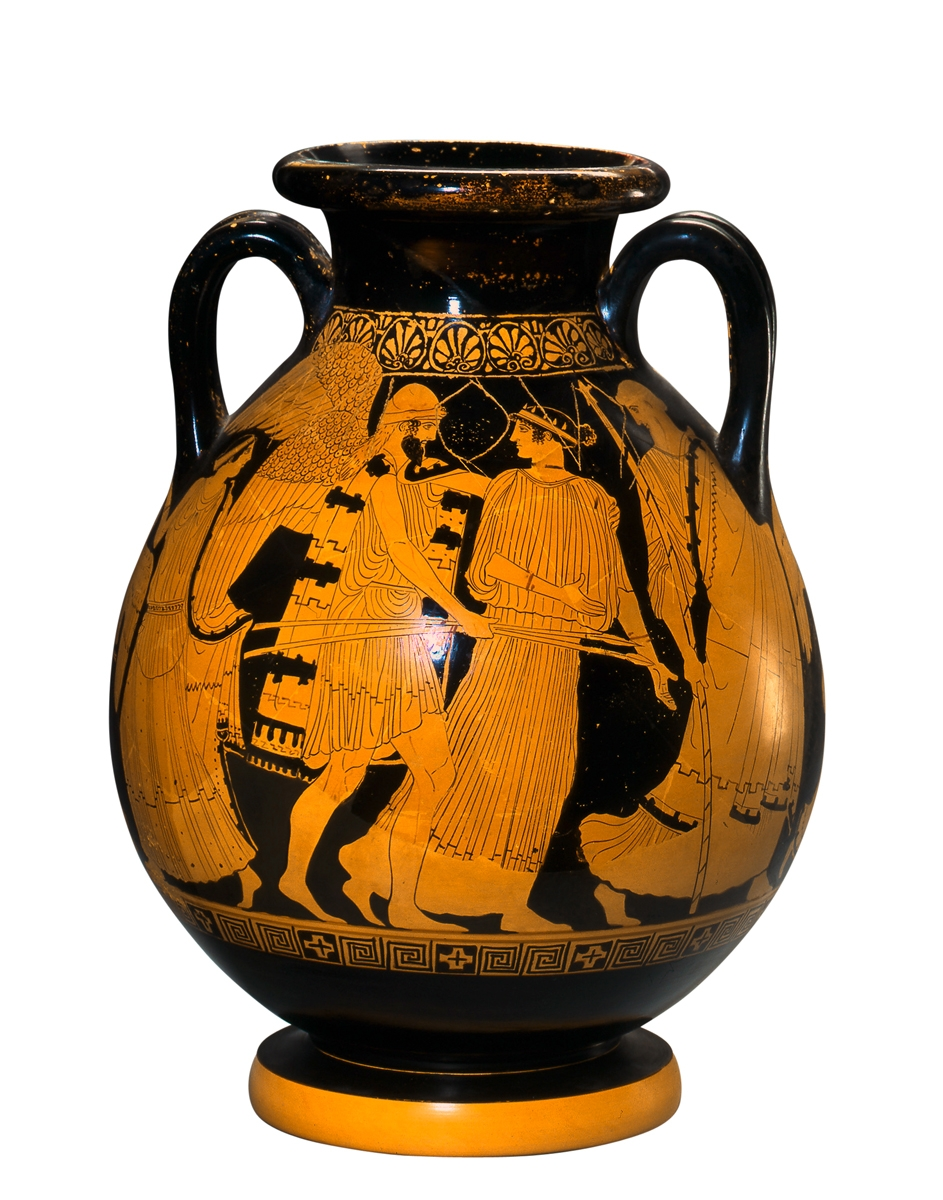
Pélice Bóreas secuestra a Oritía; Pintor del nacimiento de Atenea, ca. 460 a. C.; Museo de Arte y oficios de Hamburgo.